# Richard Reynolds (Autor)
Richard Reynolds (* 1977) ist ein britischer Autor und Aktivist der Guerillagardening-Bewegung.

## Leben
Bereits als Schüler entwickelte Richards auf einem Internat seinen „grünen Daumen“. Vor dem Hochhaus im Londoner Bezirk Elephant and Castle (London Borough of Southwark), in dem er wohnt, begann er 2004 mit dem illegalen Verschönern öffentlichen Raums. Er entging nur knapp einer Verhaftung. Die Beete vor seinem Haus darf Reynolds inzwischen legal beackern und wird von der Gemeinde dafür bezahlt. Er sieht die Entwicklung in der Zusammenarbeit mit den Gemeinden wegen der vielen Bürokratie nach wie vor eher kritisch.
Er betreibt die Website www.guerrillagardening.org, eine der Anlaufstellen für „illegale Gärtner“.  Zu Reynolds Grundsätzen gehört es, dass nicht nötig ist, das Einverständnis der Verwaltung für Pflanzaktionen einzuholen.

## Werke
In seinem ins Deutsche übersetzten Buch Guerilla Gardening – ein botanisches Manifest beschreibt er die politischen, sozialen und künstlerischen Aspekte des wilden Gärtnerns. Reynolds die Ursprünge des Guerilla-Begriffs auf und spannt den Bogen bis zu aktuellen Beispielen von Guerilla-Gärtnern in aller Welt. Zur Hälfte besteht das Buch aus praktischen Anleitungen für wildes Gärtnern (Ausrüstung, „Taktik“ und zur Wahl der botanischen Mittel).

## Positionen
Richard Reynolds wandte sich gegen die Kommerzialisierung der Bewegung durch einen Werbespot für eine „Grüne-Linie“ der Sportmarke adidas. Der Spot zeigt „Garden Guerillas“ mit adidas-Kleidung bei einem nächtlichen Einsatz. Der Spot lief ab April 2008 in englischen Kinos. Richard sagte dazu: „Dieser Werbespot ist total lächerlich, … Ich konnte es nicht fassen, als ich den Spot zum ersten Mal sah.“